# جورج فون روزين
جورج فون روزين (بالفرنسية: Georg von Rosen)‏ هو رسام فرنسي وسويدي، ولد في 13 فبراير 1843 في باريس في فرنسا، وتوفي في 3 مارس 1923 في Klara Church Parish ‏ في السويد.

## معرض صور

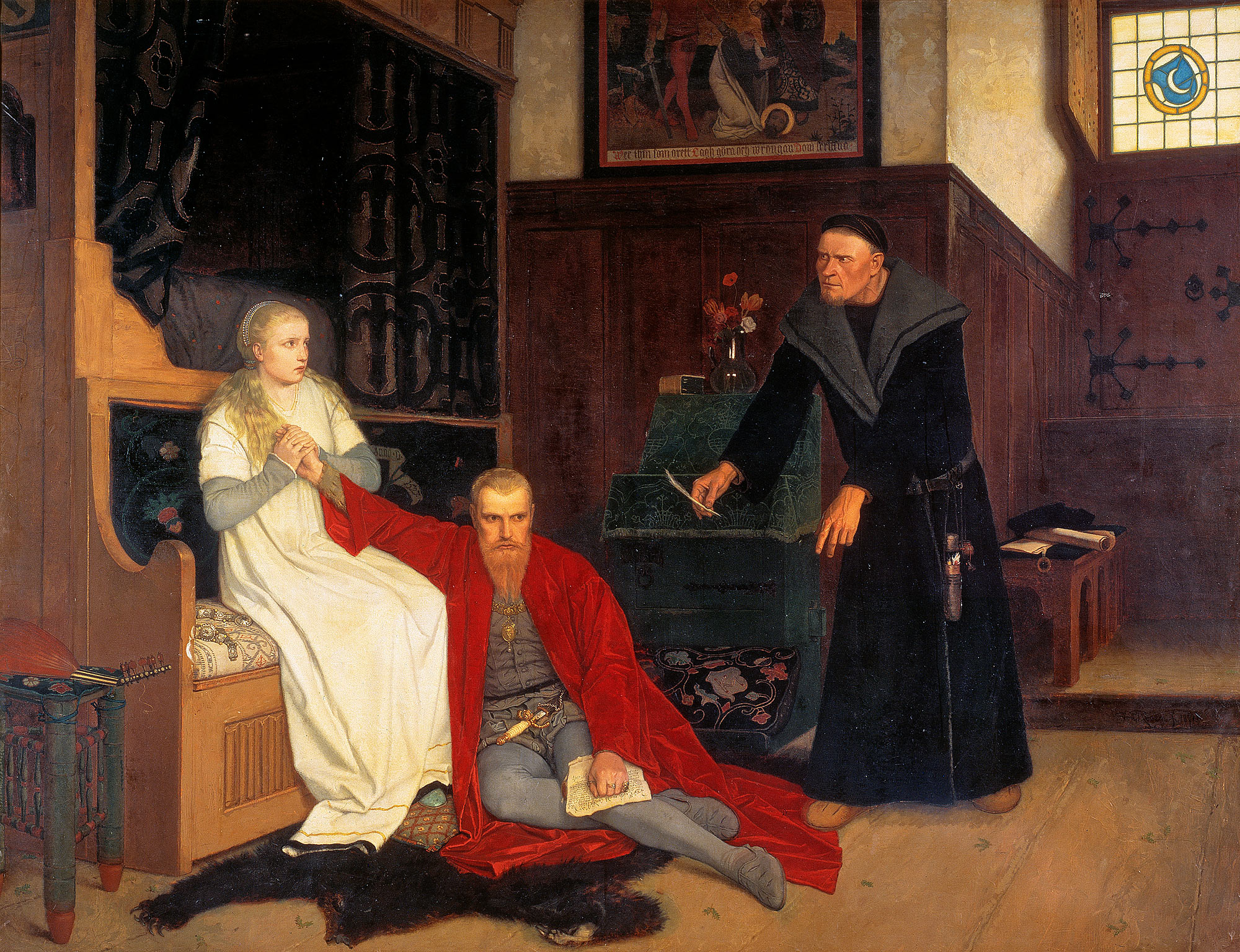
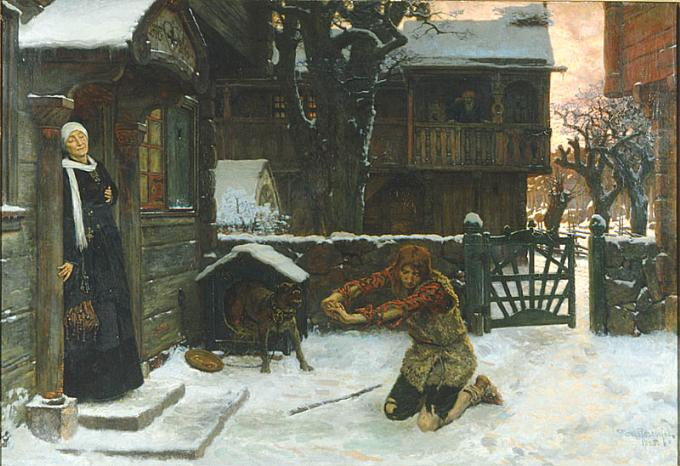
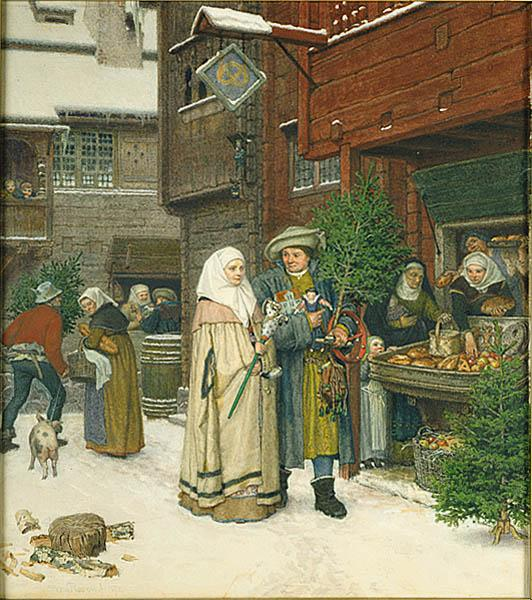
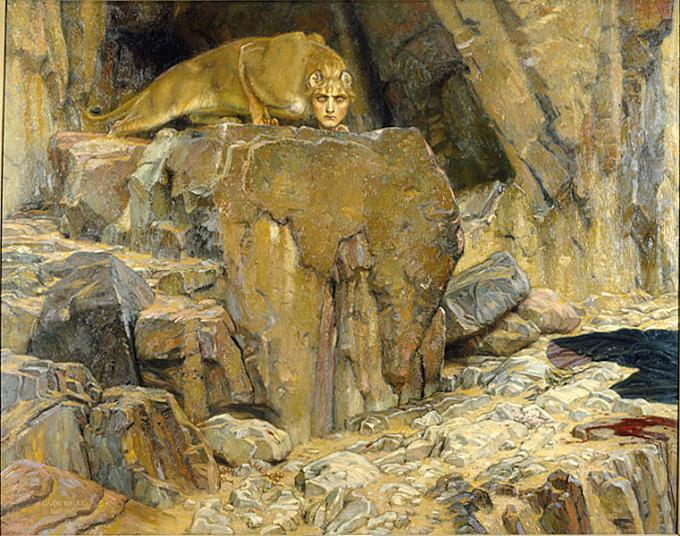